# توماس إليسون
توماس إليسون (بالإنجليزية: Thomas Ellison)‏ هو لاعب اتحاد الرغبي ومحامي نيوزيلندي، ولد في نوفمبر 1867 في أوتاغو في نيوزيلندا، وتوفي في 2 أكتوبر 1904 في ويلينغتون في نيوزيلندا بسبب سل.

## وصلات خارجية
- توماس إليسون عل موقع إسبنسكروم (الإنجليزية)
- توماس إليسون على موقع قاعة نيوزيلندا للمشاهير الرياضية (الإنجليزية)